# 周氏大宗祠
周氏大宗祠，位于中国广东省广州市白云区龙归镇南村，为广州市的一个市、县级文物保护单位，类型为古建筑，公布时间为2002年7月。
周氏大宗祠的历史年代为清代。